# Tatort: Der tiefe Schlaf
Der tiefe Schlaf ist ein Fernsehfilm aus der Krimireihe Tatort. Der von der Bavaria Fernsehproduktion GmbH für den Bayerischen Rundfunk produzierte Beitrag wurde am 30. Dezember 2012 im Fernsehsender Das Erste erstgesendet.

## Handlung
Die Leiche der seit über vier Wochen vermissten Carla wird in einem Gewässer in der Nähe von München gefunden. Batic, Leitmayr und der neue Ermittler Gisbert Engelhardt vermuten, dass die 15-Jährige wahrscheinlich in der Tatnacht zu ihrem Mörder ins Auto stieg, nachdem sie auf dem Heimweg vom Sport ihren Bus verpasst hatte. Schnell entwickelt sich Engelhardt zu einem scheinbar übereifrigen Kollegen. Er isoliert ein markantes Geräusch auf einem Mitschnitt des Anrufbeantworters von Carlas Eltern. Laut Engelhardts Theorie ist es das Räuspern des Mörders, als Carla vom Auto des Mörders aus zuhause anrief. Dann löst eine Theorie die nächste ab, seine Verdächtigungen stellen sich als falsch heraus. Als er erstmals Carlas Leiche in der Rechtsmedizin sieht, hat er einen Schwächeanfall und muss sich kurz danach in der Kantine übergeben. Als Batic und Leitmayr ihm später nahelegen, das Dezernat zu wechseln, bittet er um eine letzte Chance und ermittelt kurzerhand auf eigene Faust. Wenig später wird seine Leiche aufgefunden, den Spuren zufolge wurde er von derselben Person ermordet wie Carla.
Batic und Leitmayr nimmt das sehr mit, besonders  Franz Leitmayr leidet offensichtlich und kapselt sich von seinem Kollegen Batic ab.
Als Leitmayr den Tränen nahe Engelhardts Trauerfeier früher verlässt und ein Bier an dem Kiosk in der Nähe des Tatorts trinkt, vernimmt er das auf dem Band isolierte, charakteristische Räuspern von einem in der Nähe sitzenden Mann. Er spricht den Mann an, den man nur von hinten sieht, und will ihm eine Frage stellen. Der Mann flüchtet sofort. Bei Leitmayrs Versuch, den Verdächtigen zu stellen, läuft dieser vor ein fahrendes Auto und wird tödlich verletzt. Leitmayr ist sich sicher, dass es sich um den Mörder handelte. Der Film endet mit einer Rückblende: Ein Kastenwagen hält in der Dunkelheit neben Carla an. Aus dem Auto ist eine Männerstimme zu hören, die der Jugendlichen anbietet, sie mitzunehmen. Nachdem Carla zunächst ablehnt, steigt sie schließlich doch ein.

## Hintergrund
Die Dreharbeiten zu Der tiefe Schlaf fanden vom 16. Juni 2012 bis 15. Juli 2012 in München und Umgebung statt. Der tiefe Schlaf war bei seiner Erstsendung am 30. Dezember 2012 der letzte Tatort, der von der bekannten Krombacher-Werbung eingeleitet wurde.
Die Audiodeskription zum Film wurde vom BR selbst produziert. Sprecherin ist Katja Schild.
Während Engelhardts Trauerfeier wird dessen „Lieblingslied“ gespielt; Lilac Wine in der Version von Jeff Buckley vom Album Grace.
Fabian Hinrichs erhielt gut zwei Jahre nach der Ausstrahlung der Folge Der tiefe Schlaf den Zuschlag für die Hauptrolle im Franken-Tatort, dessen erste Folge Der Himmel ist ein Platz auf Erden am 12. April 2015 ausgestrahlt wurde.

## Rezeption

### Kritiken
„Dieser Tatort landet in der Rangliste des Jahres 2012 sehr weit vorne, vielleicht sogar auf Platz eins.“

„Alexander Adolph ist ein intelligenter ‚Tatort‘ gelungen, der mit reduzierter Handlung, mit Poesie, einer effektiven Rückblendentechnik und mit feinsinnigem Witz zu punkten weiß, bevor er die Helden und den Zuschauer im Schlussdrittel in eine Schockstarre versetzt.“

### Einschaltquoten
Die Erstausstrahlung von Der tiefe Schlaf am 30. Dezember 2012 wurde in Deutschland insgesamt von 9,08 Millionen Zuschauern gesehen und erreichte einen Marktanteil von 25,6 % für Das Erste, in der Gruppe der 14- bis 49-jährigen Zuschauer konnten 2,77 Millionen Zuschauer und ein Marktanteil von 20,8 % erreicht werden.